# Cnodalia
Genre
Cnodalia est un genre d'araignées aranéomorphes de la famille des Araneidae.

## Distribution
Les espèces de ce genre se rencontrent en Chine, au Japon et en Indonésie.

## Liste des espèces
Selon World Spider Catalog (version 17.0, 04/03/2016) :
- Cnodalia ampliabdominis (Song, Zhang & Zhu, 2006)
- Cnodalia flavescens Mi, Peng & Yin, 2010
- Cnodalia harpax Thorell, 1890
- Cnodalia quadrituberculata Mi, Peng & Yin, 2010

## Publication originale
- Thorell, 1890 : Studi sui ragni Malesi e Papuani. IV, 1. Annali del Museo civico di storia naturale di Genova, vol. 28, p. 1-419 (texte intégral).